# Gustav Bachmann
Gustav Bachmann (Cammin, 13. srpnja 1860. -  Kiel, 31. kolovoza 1943.) je bio njemački admiral i vojni zapovjednik. Tijekom Prvog svjetskog rata bio je načelnik Admiraliteta, te zagovornik neograničenog podmorničkog rata. 

## Vojna karijera
Gustav Bachmann rođen je 13. srpnja 1860. u Camminu kraj Rostocka. Sin je poljodjelca Juliusa Bachmann i Anne Raspe. Nakon završetka gimnazije u Rostocku, u travnju 1877. kao kadet stupa u mornaricu. Nakon stupanja u mornaricu obuku pohađa na fregati SMS Niobe, te nakon toga na topničkom školskom brodu SMS Renown i bojnom brodu SMS König Wilhelm. Od rujna 1877. do travnja 1878. pohađa Pomorsku akademiju, nakon čega od srpnja do listopada 1878. služi na oklopnoj fregati SMS Preussen. Od listopada 1878. služi na korveti SMS Prinz Adalbert, nakon čega se od listopada 1880. ponovno usavršava na Pomorskoj akademiji. Od prosinca 1881. služi na topničkom školskom brodu SMS Mars, nakon čega služi na oklopnim fregatama SMS Kronprinz, SMS Friedrich Carl i SMS Preussen.
U svibnju 1884. Bachmann postaje zapovjednikom torpednog čamca, dok od listopada te iste godine služi na fregati SMS Bismarck. U siječnju 1885. promaknut je u čin poručnika. Nakon služenja na fregati SMS Ancona, od siječnja 1887. služi kao mornarički pobočnik u Berlinu, te potom od listopada 1890. u Carskom brodogradilištu u Wilhelmshavenu. U svibnju 1898. promaknut je u čin kapetana korvete, dok čin kapetana fregate dostiže u siječnju 1903. godine.
U travnju 1901. Bachmann postaje načelnikom stožera Istočnoazijske eskadre bojnih krstaša koju dužnost obnaša iduće dvije godine. Nakon toga, od listopada 1903. radi kao predavač na Pomorskoj akademiji, dok u studenom 1903. posteje zapovjednikom bojnog broda SMS Elsass koju dužnost obnaša do rujna 1907. godine. U međuvremenu je, u travnju 1904. unaprijeđen u kapetana. Od rujna 1907. Bachmann je načelnik središnjeg ureda Ministarstva mornarice, te u tom svojstvu blisko surađuje s Alfredom von Tirpitzom. U međuvremenu je, u listopadu 1910., promaknut u čin kontraadmirala, dok je čin viceadmirala dostigao godinu dana kasnije u rujnu 1911. godine. Od 1910. do 1913. Bachmann obnaša dužnost zapovjednika eskadre izviđačkih brodova, nakon čega u rujnu 1913. postaje zapovjednikom Baltičkog pomorskog područja sa sjedištem u Kielu na kojoj dužnosti dočekuje i početak Prvog svjetskog rata. 

## Prvi svjetski rat
Prvih šest mjeseci Prvog svjetskog rata Bachmann se nalazio na dužnosti zapovjednika Baltičkog pomorskog područja. U veljači 1915. postaje načelnikom Admiraliteta zamijenivši na tom mjestu Huga von Pohla, dok je u ožujku promaknut u čin admirala. Na mjestu načelnika Admiraliteta Bachmann se zajedno s Tirpitzom zalagao za davanje veće slobode djelovanja Floti otvorenog mora i za vođenje neograničenog podmorničkog rata. Kada car Wilhelm nije prihvatio njegova i Tirpitzova stajališta oko vođenja pomorskog rata, Bachmann je u lipnju 1915. zajedno s Tirpitzom dao ostavku koja je stupila na snagu u rujnu. Na mjestu načelnika Admiraliteta zamijenio ga je Henning von Holtzendorff. U rujnu 1915. Bachmann se vratio na staro mjesto zapovjednika Baltičkog pomorskog područja. Dužnost zapovjednika Baltičkog pomorskog područja obnašao je do listopada 1918. kada se umirovio.

## Poslije rata
Nakon završetka rata Bachmann je živio najprije u Göttingenu, te potom u Kielu gdje je i preminuo 31. kolovoza 1943. godine u 83. godini života. Bio je oženjen s Ellom Holzapfel s kojom je imao sina i kćer. 

## Vanjske poveznice
(eng.) Gustav Bachmann na stranici First World War.com

(njem.) Gustav Bachmann na stranici Deutsche-biographie.de